# (1914) Hartbeespoortdam
(1914) Hartbeespoortdam ist ein Asteroid des Hauptgürtels, der am 28. September 1930 vom niederländischen Astronomen Hendrik van Gent in Johannesburg entdeckt wurde.
Der Name des Asteroiden ist von dem südafrikanischen See Hartbeespoort-Stausee abgeleitet.